# 雨宮敬作
雨宮 敬作（あまみや けいさく、明治12年（1879年）11月5日 - 昭和39年（1964年）7月21日）は、日本の教育者。山梨英和女学校における初の日本人校長。

## 生涯
山梨県東山梨郡日下部村七日市場（現在の山梨市）に、日下部村会議員を務めた父「景通」、母「じつ」の長男として生まれる。敬作の上に「くま」，「と美」，「まさじ」の三女がいる。
明治32年（1899年）に山梨県立甲府中学校（現在の山梨県立甲府第一高等学校）を卒業後、同年4月に東京専門学校歴英科に入学し、明治36年（1903年）3月に同校を卒業、同年4月から静岡県の榛原郡立榛原中学校（現在の静岡県立榛原高等学校）に2年間勤務した後、明治38年（1905年）4月からカナダ・メソジスト教会のミッションスクールである山梨英和女学校（現在の山梨英和学院）の教諭として勤務。また、昭和4年（1929年）9月3日に日下部村長に就任し、昭和7年（1932年）12月1日の同村の町制施行に伴い初代の日下部町長となり昭和8年（1933年）9月2日まで在任した。
山梨英和女学校は明治22年の創立以来、カナダ合同教会の補助を受け同教会のミッショナリーが歴代校長を承継していたが、昭和14年5月に第12代校長のグリンバンクが退任し第13代校長に雨宮敬作が日本人初の校長に就任した。
その後、昭和28年（1953年）10月1日に第14代校長に内藤正隆が就任すると、雨宮は理事長となり昭和38年（1963年）3月31日まで務めている。

## 著書
- 『山梨英和女学校創立五十年記念誌』

## 親族
- 弟: 雨宮厚作（明治15年11月～昭和8年6月6日）（海軍大佐）
- 弟: 雨宮育作（明治22年11月5日～昭和59年2月14日）（日本学士院会員、理学博士、農学博士，東京帝国大学農科大学水産学科卒。東京大学農学部教授，東京大学名誉教授，東北大学教授，東北大学農学研究所長，名古屋大学教授、名古屋大学農学部長、日本大学教授，旧江ノ島水族館初代館長）